# 烏克蘭卡 (基輔州)
烏克蘭卡（羅馬化：Ukrainka）是乌克兰基辅州奧布希夫區乌克兰卡市镇内的城市及该市镇的行政中心。該市位於第聶伯河右岸，距離首都基輔36公里，面積5.91平方公里，海拔高度91米，2022年人口数量为16,081人。

## 图集

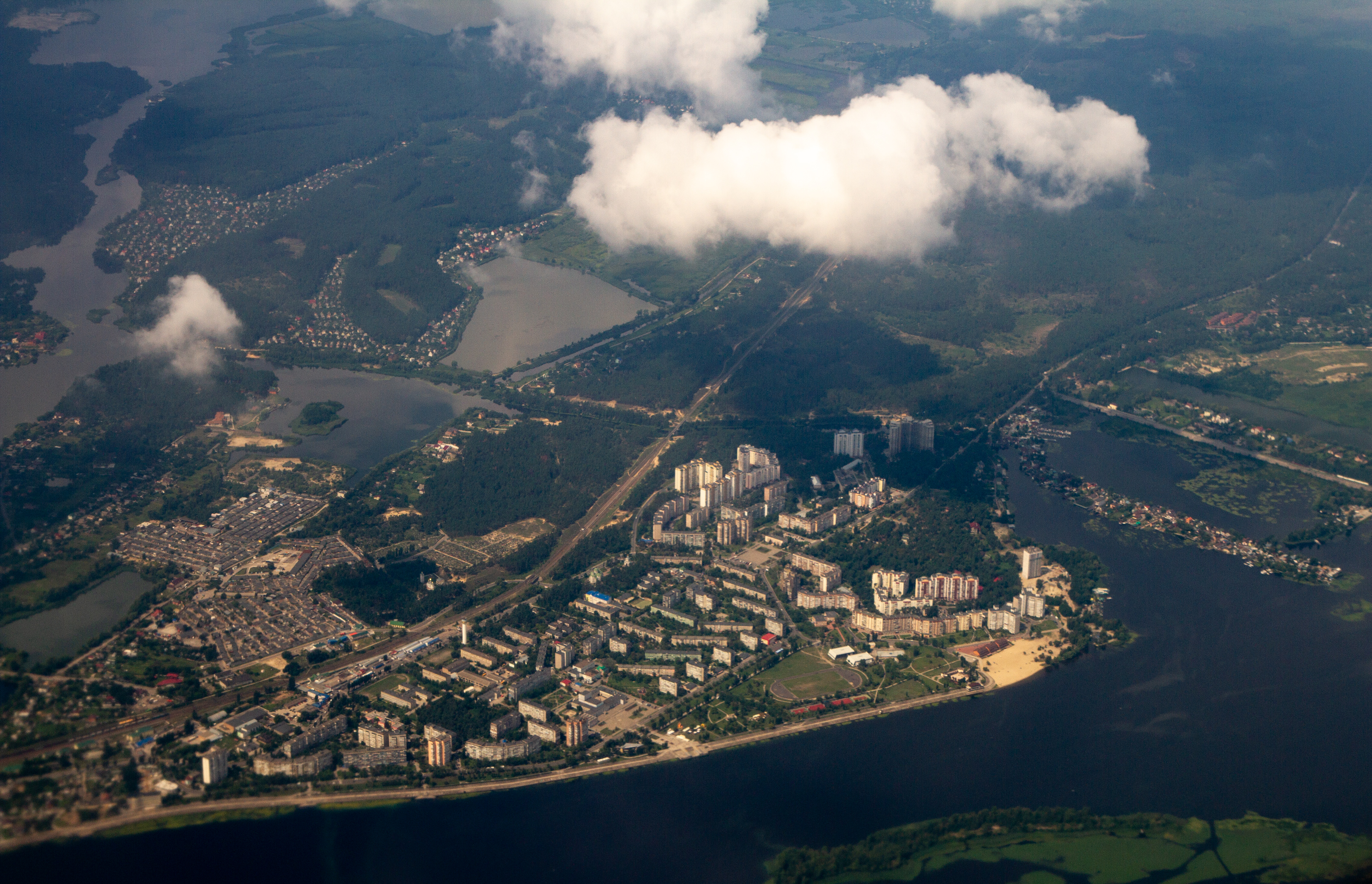
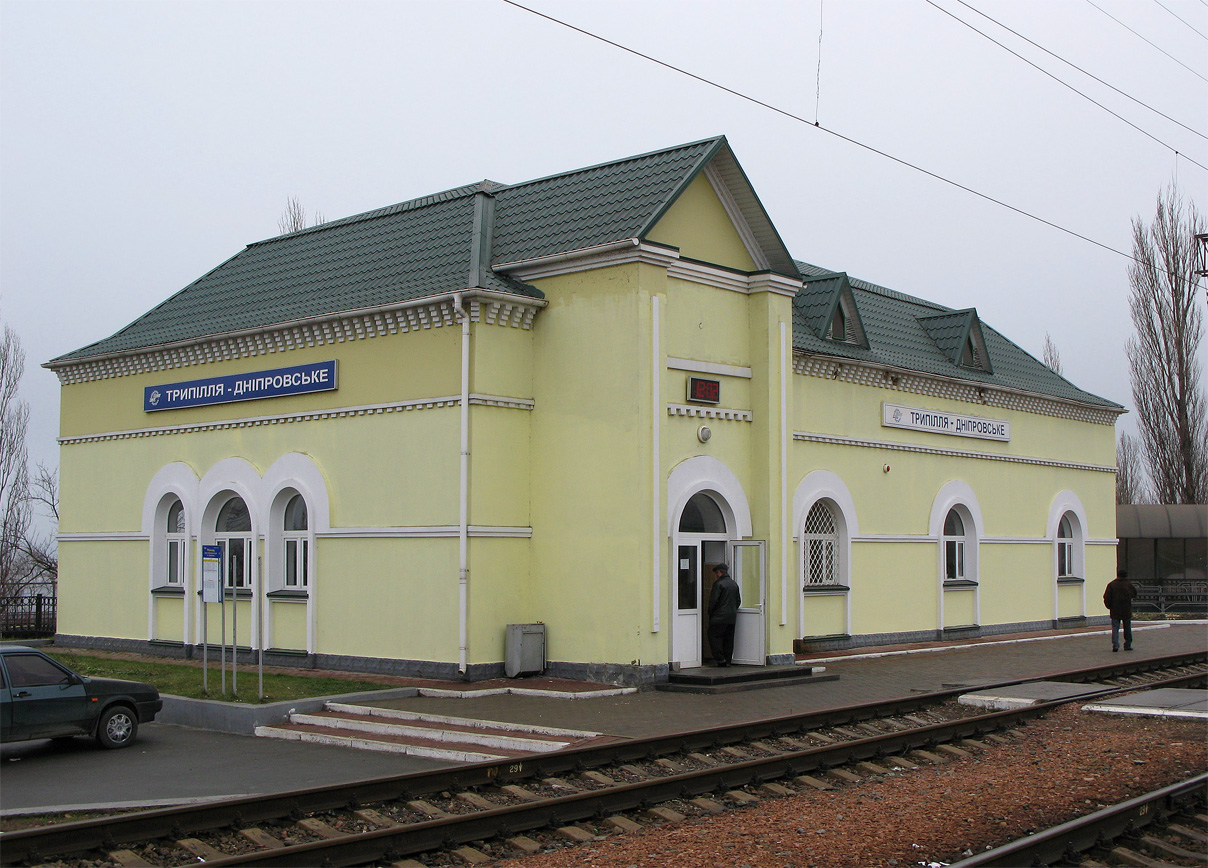